# Ce qui s'est passé dans le tunnel
Pour plus de détails, voir Fiche technique et Distribution.
 Ce qui s'est passé dans le tunnel (What Happened in the Tunnel) est un film américain réalisé par Edwin S. Porter, sorti en 1903.

## Synopsis
Dans une voiture de chemin de fer, une jeune fille élégante, accompagnée de son chaperon et servante (une jeune noire un peu rondelette), est importunée par les avances d'un bel homme placé derrière elle. Il insiste, ne recevant de la jeune fille que de timides protestations qui l’incitent à pousser plus avant son entreprise de séduction. Survient un tunnel qui plonge la voiture dans l’obscurité totale durant six secondes. Quand le jour revient, les deux femmes ont échangé leurs places et le bel homme est surpris en train d’embrasser la servante. Il s’aperçoit de sa méprise et reprend sagement sa place, tandis que les deux complices rient aux éclats et se congratulent face à la déconfiture du dragueur. 

## Fiche technique
- Titre : Ce qui s'est passé dans le tunnel
- Titre original : What Happened in the Tunnel
- Réalisation : Edwin S. Porter
- Production : Edison Manufacturing Company
- Pays :  États-Unis
- Format : 35 mm, noir et blanc, muet
- Durée : 53 secondes
- Date de sortie : 6 novembre 1903

## Distribution
Gilbert M. Anderson : le dragueur

## Analyse
Le cinéaste américain Edwin Stanton Porter a vu les films britanniques et avoue l'influence qu’ils ont eu sur lui. Ce qui s’est passé dans le tunnel est indirectement inspiré des deux films britanniques de 1899, Le Baiser dans un tunnel réalisé par George Albert Smith et Le Baiser dans un tunnel réalisé par James Bamforth, où le passage dans l’obscurité du tunnel occulte effectivement un baiser, et permet de suggérer une pratique plus longue et passionnée, ce que le public ou la force publique ne toléreraient pas à voir en plein jour, la fin du XIXe siècle et le tout début du XXe siècle étant des périodes de grande rigueur morale.